# Пибоди, Джордж
Джордж Пибоди (18 февраля 1795, Саут-Денверз (с 1868 года — Пибоди), Массачусетс — 4 ноября 1869, Лондон) — американский, затем и британский коммерсант и банкир, крупный меценат, один из самых богатых людей мира своего времени.

## Биография
Джордж Пибоди происходил из английской йоменской пуританской семьи. Его родители жили очень бедно, Джордж был одним из восьми детей, и в 11 лет ему пришлось бросить школу и начать работать подмастерьем в продуктовом магазине. Через четыре года стал помощником в делах у своего брата, а ещё спустя год — у дяди, имевшего свой бизнес в городе Джорджтаун, округ Колумбия. 
После службы в качестве волонтера в форте Уорбартон, Мэриленд, во время Англо-американской войны 1812 года, он стал партнером своего боевого товарища Элайши Риггса (Elisha Riggs) в галантерейном магазине в Джорджтауне: Риггс предоставил капитал, в то время как Пибоди распоряжался торговлей. Благодаря коммерческим талантам Пибоди, их дело вскоре стало весьма прибыльным. Небольшой бизнес по импорту одежды из Европы развивался весьма успешно, и вскоре Пибоди и Риггс перебрались в Нью-Йорк. Джордж смог обеспечить не только себя лично, но и существенно помочь своей семье – именно он дал образование младшим детям, а также выкупил семейный дом. После выхода Риггса на пенсию приблизительно в 1830 году, Пибоди оказался во главе одной из самых больших коммерческих фирм в тогдашнем мире. Приблизительно в 1837 году он утвердился на рынке британской столицы, Лондона, как купец и денежный брокер в Уонфорд-Корт (в лондонском Сити), и к 1843 году отошёл из американского бизнеса.
К этому времени Пибоди стал известен своими крупными пожертвованиями в пользу различных общественных учреждений в США и Великобритании. Так, он выделил 50 000 фунтов на образовательные цели своему родному Денверзу, 200 000 фунтов на основание и поддержку научного института в Балтиморе, различные суммы Гарвардскому университету, 700 000 фунтов доверенным лицам Образовательного фонда Пибоди, целью которого являлось распространение образования в южных штатах США, 500 000 фунтов для возведения жилых домов для представителей рабочего класса в Лондоне. Он был высочайше пожалован королевой Викторией титулом баронета, но отказался от него. В 1866 году им были основаны Музей археологии и этнологии Пибоди (The Peabody Museum of Archaeology and Ethnology) при Гарвардском университете и Музей естественной истории Пибоди (The Peabody Museum of Natural History) при Йельском университете (на тот и на другой Пибоди пожертвовал по $150 000). Всего Джордж Пибоди пожертвовал свыше 8 млн долларов (около 158 млн. долларов в эквиваленте 2017 года). 
В 1867 году Конгресс США наградил его специальным выражением благодарности. Умер Пибоди в Лондоне; его тело было отправлено в Америку на британском военном корабле, после прибытия его похоронили в его родном городе.
Банк Morgan, Grenfell & Co. (ныне — подразделение Deutsche Bank), финансовый конгломерат JPMorgan Chase, банковский холдинг Morgan Stanley прослеживают свои корни в Банке Пибоди.
- Эта статья (раздел) содержит текст, взятый (переведённый) из одиннадцатого издания «Британской энциклопедии», перешедшего в общественное достояние.